# In a Rhyme
In a Rhyme är det svenska punkbandet No Fun at Alls tredje EP-skiva, utgiven den 1 juni 1995.
Skivan utgavs som CD av Burning Heart Records och var den andra av två EP att ges ut ifrån gruppens andra studioalbum, Out of Bounds, ifrån vilket titelspåret "In a Rhyme" hämtades. Övriga spår är tidigare outgivna. Låtarna "Vision" och "Where's the Truth?" spelades in live i studio för radioprogrammet P3 Live. Dessa två låtar har tidigare getts ut som studioinspelningar på bandets debut-EP, Vision (1993).

## Låtlista
1. "In a Rhyme"
2. "Leaving"
3. "Vision"
4. "Where's the Truth?"

### Fotnoter
1. 1 2  ”Stranded”. Burning Heart Records. Arkiverad från originalet den 29 november 2007. https://web.archive.org/web/20071129102119/http://www.burningheart.com/bands/index.php?id=67&bio=2. Läst 29 mars 2012.